# Whispers of a Machine
Whispers of a Machine ist ein Point-and-Click-Adventure-Computerspiel, das von Clifftop Games und Faravid Interactive entwickelt wurde und am 17. April 2019 von Raw Fury für Microsoft Windows, macOS, Android und iOS erschien.

## Handlung
Viele Generationen nach einer abgewendeten Bedrohung durch künstliche Intelligenz musste diese abgeschaltet werden, was zu einem technischen Kollaps der Zivilisation führte. Die Protagonistin wird zu einem ländlichen Außenposten gesendet, um dort einen Mord aufzuklären. Sie gerät dabei zwischen die Fronten von Technologie-Anhängern und religiösen Fanatikern.

## Spielprinzip
Die Protagonistin ist kybernetisch verändert und hat zusätzliche analytische Fähigkeiten. Getroffene Entscheidungen im Bereich der Empathie wirken sich auf das spätere Spielgeschehen aus.

## Rezeption
Das Spiel sei nostalgisch, weil es auf dem in den 1990er-Jahren populären Genre aufsetze, böte jedoch sehr viele moderne Komfortfunktionen und frische eigene Konzepte. Die Rätsel seien durchdacht und die Science-Fiction-Handlung spannend. Selbst auf großen Smartphone-Bildschirmen sei die Bedienung jedoch erschwert. Die Verschwörungsgeschichte mit ihren moralischen Fragen sei interessant. Der Cliffhanger am Ende, der bei einem Entscheidungsstrang auftauche, sei jedoch fehl am Platz. Die Tonregie sei ordentlich.